# Шагієв Сергій Радомесович
Сергій Радомесович Шагієв (???—06.06.2022) — солдат Збройних Сил України, учасник російсько-української війни, який загинув під час російського вторгнення в Україну.

## Життєпис
Мешкав у с. Воронинцях Золотоніського району Черкаської області.
Солдат, кулеметник підрозділу ЗС України (підрозділ — не уточнено). З 2014 року стояв на захисті України, віддано служив Батьківщині та до останнього подиху був вірний присязі. 
Загинув 6 червня 2022 року внаслідок артобстрілу поблизу с. Званівки Бахмутського району на Донеччині.
Залишилися мати, дружина та діти.

## Нагороди
- орден «За мужність» III ступеня (2022, посмертно) — за особисту мужність і самовіддані дії, виявлені у захисті державного суверенітету та територіальної цілісності України, вірність військовій присязі[2].